# Cheekha Dar
El Cheekha Dar (kurd: چیخی دەرێ, Çîxî Derê, tenda negra; persa: چیخادار) és una muntanya situada al Kurdistan iraquià, a la frontera entre els estats iraquià i iranià. Forma part de la serralada dels Zagros, i amb els seus suposats 3611 m.s.m actualment se la considera el punt més alt de l'Iraq, segons el CIA World Factbook (el punt més alt de l'Iran és el Damavand amb 5.610 m). Es troba a 6 km al nord del poble de Gundah Zhur.

## Estudi de la seva alçada

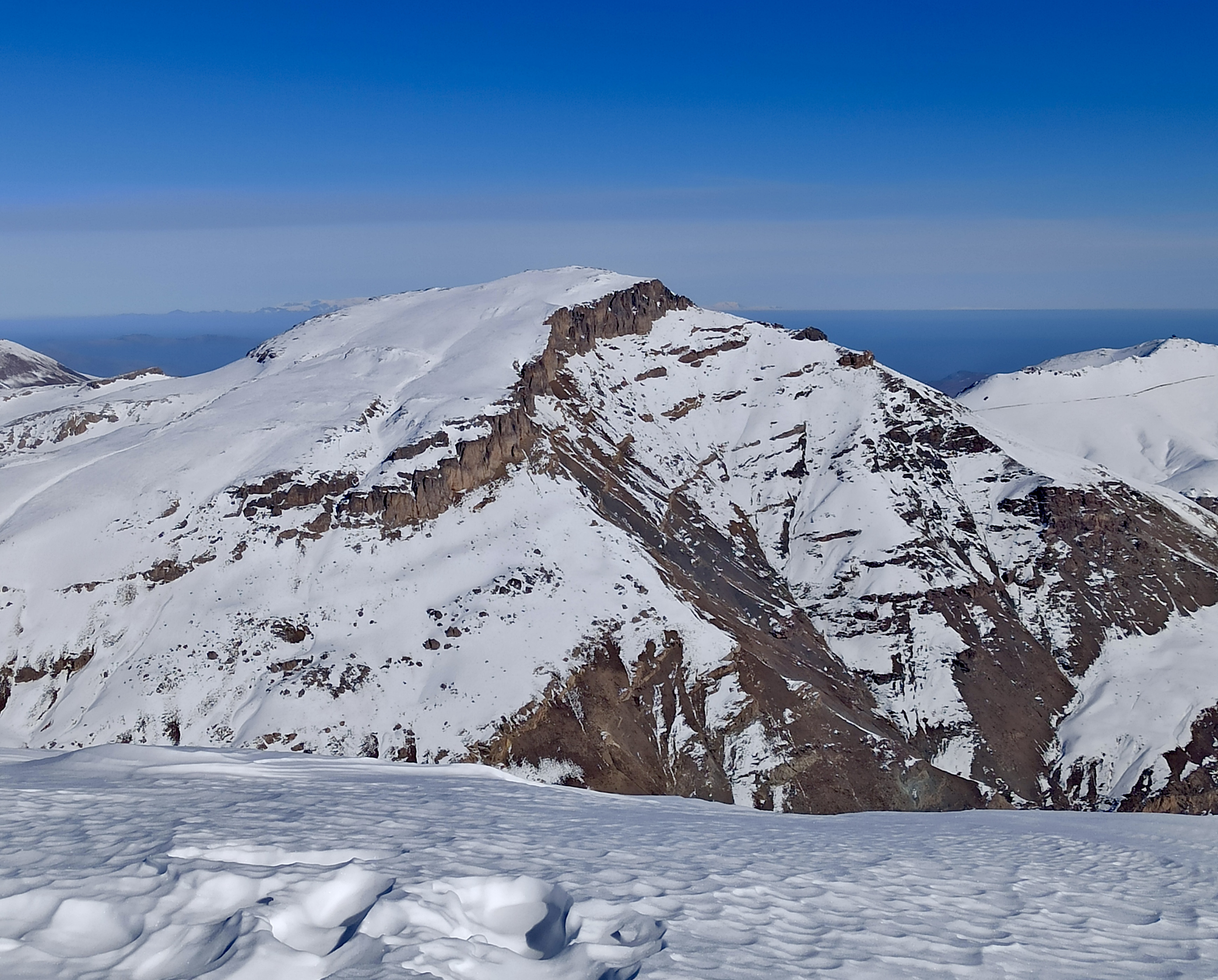
El Cheekha Dar nevat des de la muntanya del Halgurd.

Va ser escalada el novembre de 2004 per l'explorador anglès Ginge Fullen, que va registrar una lectura GPS de 3.628 metres. La ubicació és coherent amb el SRTM i la cartografia topogràfica russa. La primera ascensió a l'hivern la van fer Jonathan Beswick i Matthew DuPuy el 18 de març de 2011. El GPS de l'expedició va confirmar l'alçada de 3.611 m.
Es creu que un cim situat al sud-oest del Cheekha Dar anomenat Halgurd (36°44′N 44°52′E) té una alçada de 3.607 m.s.m: abans era aquesta muntanya la que es considerava la més alta de l'Iraq.

## Història

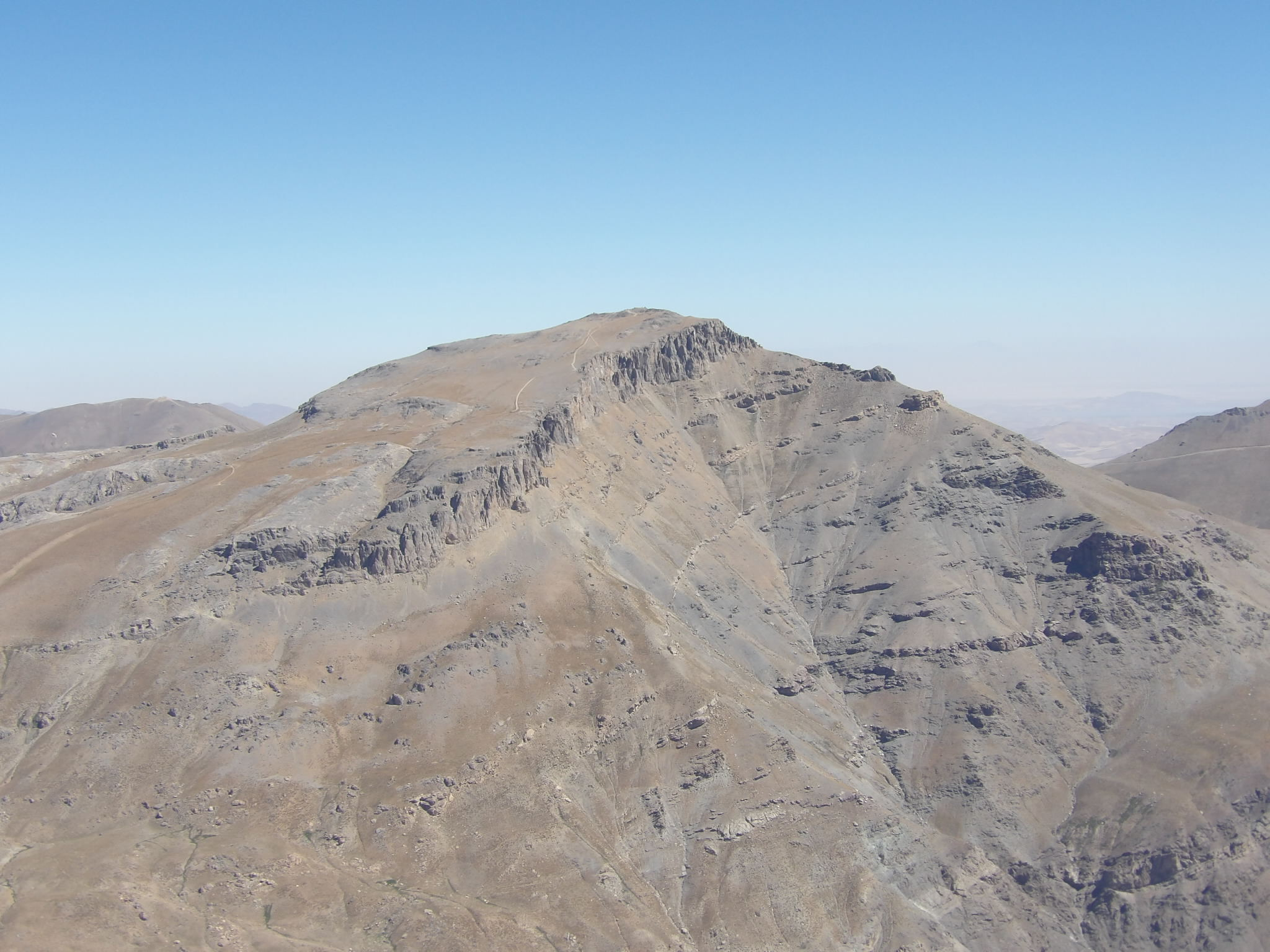
Vista des del Halgurd.

La muntanya es troba en una zona que recentment hi han passat fets rellevants. Amb la guerra Iran-Iraq, durant la dècada de 1980 i després de la campanya del genocidi d'Anfal per part de l'exèrcit iraquià, la població i la naturalesa del Kurdistan iraquià van quedar devastats. Després de l'aixecament del poble iraquià de 1991 contra Saddam Hussein, molts kurds es van veure obligats a fugir del país per convertir-se en refugiats a les regions frontereres de l'Iran i Turquia.
Hi ha perill de mines terrestres a la zona entre la carretera de Hamilton i el poble de Gundah Zhur. Alguns camps estan senyalitzats amb signes habituals de perill: triangles vermells amb calavera i ossos creuats al centre. És habitual poder trobar escortes militars kurdes per la zona de la ciutat de Choman.